# Антабус
Антабус је продајно име за дисулфирам, дрогу која изазива мучнину када је у крвотоку особе који узме алкохол. Користи се у аверзивној терапији алкохолизма.
Дисулфирам се такође испитује за лечење кокаинске зависности, јер спречава разлагање допамина (неуротрансмитера чије ослобађање стимулише кокаин). Сувишни допамин доводи до повећане анксиозности, повишеног крвног притиска, немира и других непријатних симптома. Неколико студија је установило да он исто тако има антипротозоално дејство.